# Five Horse Johnson
Five Horse Johnson es una banda de blues rock norteamericana formada en Toledo, Ohio, en 1995. Han realizado giras junto a grupos como Clutch y Halfway to Gone. La banda combina el hard rock y el blues junto a otras influencias creando un estilo que ellos mismos califican de stoner rock/blues. Su segundo álbum de larga duración, The Mystery Spot fue realizado contando con la colaboración de músicos como el batería Jean-Paul Gaster de Clutch.
El tema "Mississippi King" del álbum The No. 6 Dance fue usado en los videojuegos Tony Hawk's Underground y NHL 2K6, y "I Can't Shake It" del álbum The Mystery Spot en MLB 2K7.
El vocalista Eric Oblander participó en la grabación del álbum From Beale Street to Oblivion de Clutch.
Tras tomarse un descanso de varios años, Five Horse Johnson, reaparecieron en 2011, realizando una gira por Europa y lanzando el álbum "The Taking of Black Heart".

## Álbumes
- Blues for Henry… (1996)
- Double Down (1997)
- Fat Black Pussy Cat (1999)
- The No. 6 Dance (2001)
- The Last Men on Earth (2003)
- The Mystery Spot (2006)
- The Taking of Black Heart (2013)
- Jake Leg Boogie (2017)

## Miembros
- Eric Oblander - vocalita
- Brad Coffin - guitarra/voz
- Steve Smith - bajo
- Phil Dürr - guitarra
- Tim Gahagan - batería